# Đổi tiền tại Việt Nam, 1975

## Bối cảnh lịch sử
Sau 30 tháng 4 năm 1975, ở phía nam vĩ tuyến 17 khi chính thể Việt Nam Cộng Hòa (VNCH) không còn tồn tại nữa và được thay thế bằng Cộng Hòa Miền Nam Việt Nam, chính phủ cách mạng lâm thời Cộng hoà miền Nam Việt Nam (CHMNVN) đã tổ chức cuộc đổi tiền trên quy mô toàn miền Nam để đưa đồng tiền mới lấy tên là "Tiền Ngân hàng Việt Nam" (còn gọi là tiền giải phóng) vào lưu thông. Tiền này được sử dụng tại miền Nam cho đến khi đổi tiền năm 1978, thống nhất tiền tệ hai miền Nam Bắc.
Ở thời điểm tháng 4 năm 1975, lượng tiền mặt trong ngân khố VNCH là hơn 1000 tỷ đồng, tương đương hơn 2 tỷ USD, và lượng tiền mặt trong lưu thông là 615 tỷ.

## Thi hành
Tại Sài Gòn, ngay chiều 30 tháng 4 năm 1975, hầu hết các ngân hàng của VNCH ở khu vực Sài Gòn – Gia Định – Chợ Lớn đã được niêm phong, tiếp quản toàn bộ kho tiền và cơ sở vật chất. Sáng 1 tháng 5, Ủy ban quân quản chính phủ cách mạng lâm thời ra lệnh "Quốc hữu hoá" toàn bộ hệ thống ngân hàng cũ.
Ngày 6 tháng 6 năm 1975, Chính phủ cách mạng lâm thời CHMNVN đã ra nghị định số 04/PCT - 75 về thành lập Ngân hàng Quốc gia Cộng hòa miền Nam Việt Nam do Ông Trần Dương làm thống đốc và thông qua danh nghĩa để thừa kế vai trò hội viên của Ngân hàng Quốc gia Việt Nam cũ của Việt Nam Cộng hòa trong các tổ chức tài chính quốc tế như: IMF, ADB, WB. Cũng chiếu theo đó đến ngày 22 tháng 9 năm 1975 thì tiền VNCH mệnh giá trên 50 đồng bị cấm lưu hành và phải đổi sang tiền mới. Tin này được loan trên đài phát thanh lúc 4 giờ sáng ngày 21 tháng 9 quy định người dân phải về nhà trước 11 giờ đêm để đợi thông báo quan trọng. Lúc 2 giờ sáng ngày 22 tháng 9 tin loan về quy định đổi tiền nhưng kéo dài thời gian giới nghiêm, thay vì chấm dứt lúc 5 giờ sáng để dân chúng đi lại được thì sẽ chấm dứt lúc 11 giờ sáng. Thời gian đổi tiền chấm dứt lúc 11 giờ đêm ngày 22 tháng 9 nên người dân chỉ có 12 giờ đồng hồ để thi hành.
Từ Quảng Nam, Đà Nẵng vào nam thì hối suất là 500 đ VNCH = 1 đ CHMNVN.
Từ Thừa Thiên Huế tức phía bắc đèo Hải Vân trở ra thì hối suất là 1000 đ VNCH = 3 đ tiền CHMNVN.
Mỗi gia đình được đổi 100.000 đồng VNCH ra thành 200 đồng CHMNVN để tiêu dùng thường nhật (300 đồng ở Thừa Thiên). Tiểu thương có thể đổi thêm 100.000 đồng nữa. Những xưởng lớn thì hạn là 500.000 đồng. Số tiền còn lại, tối đa là 100.000 cho một gia đình và 1.000.000 đồng cho công xưởng thì phải ký thác vào ngân hàng. Trương mục sau đó bị khóa đến đầu năm 1976 mới cho phép rút 30 đồng CHMNVN mỗi tháng. Tuy nhiên đến tháng 12 năm 1976 thì lại khóa trương mục và dân chúng không được rút tiền nữa.
Tiền mới có mệnh giá: 10 xu, 20 xu, 50 xu và 1 đồng, 2 đồng, 5 đồng, 10 đồng, 50 đồng.
Tỉ lệ hối đoái:
1 USD = 1,51 đ CHMNVN.
1 USD = 2,90 đ NHVN.